# Fåglarö (Österåkers kommun)

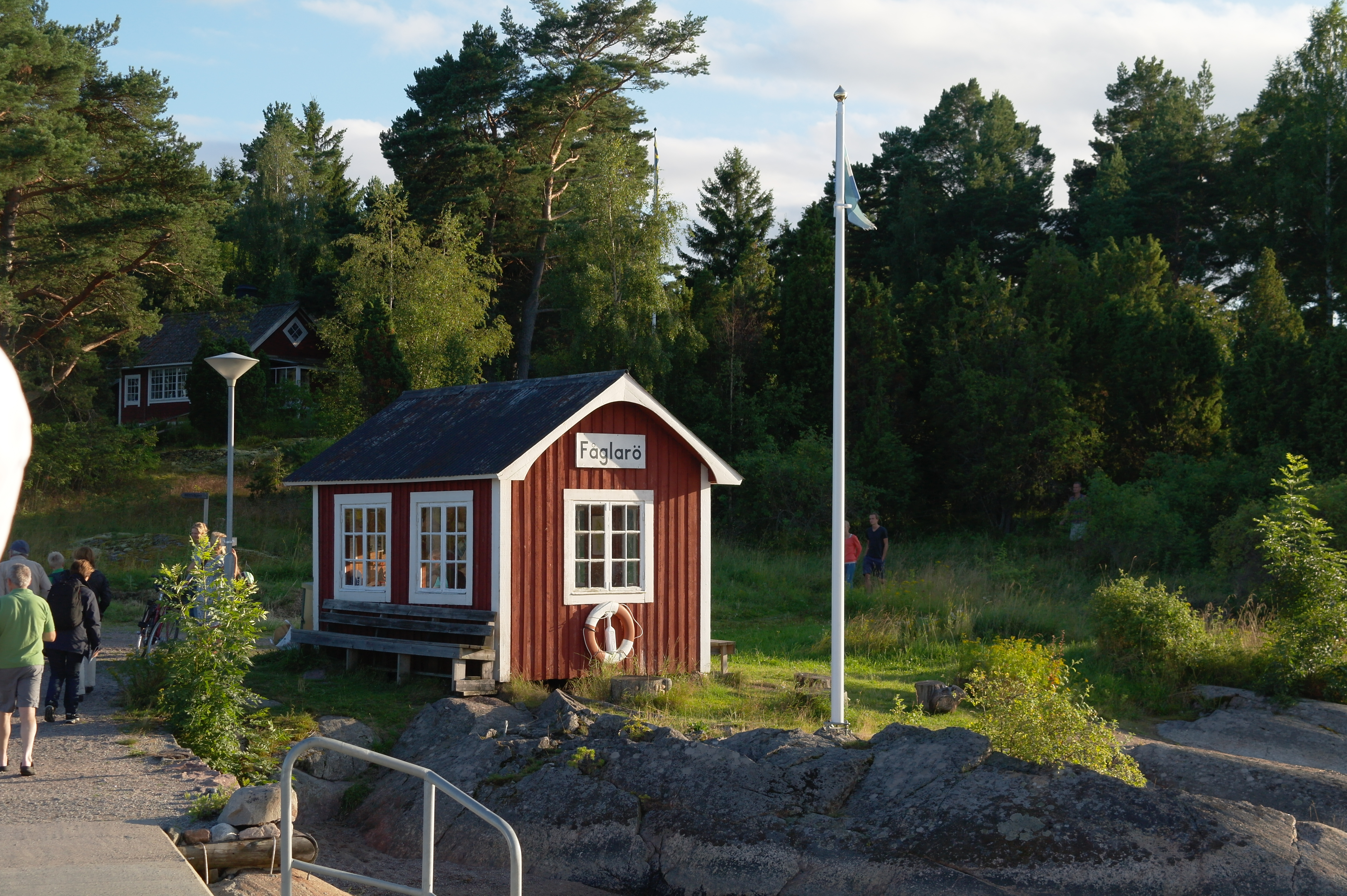
Ångbåtsbryggan på Fåglarö i Saxarfjärden en augustikväll.

Fåglarö är en ö i Saxarfjärden i Österåkers kommun. På Fåglarö har det bedrivits jordbruk från medeltid fram till 1950-talet. Ön har omkring 150 tomter och har daglig förbindelse till Stockholm med Waxholmsbolagets båtar. Vintertid befinner sig endast ett litet antal bofasta på ön men om somrarna får ön många sommargäster. Under denna årstid arrangeras midsommarfirande, fotbollsskola, motionsgympa, fågel- och blomstervandringar m.m.